# Johannes Horrichem
Norbert Horrichem OPraem (* 1598 in Erp als Johannes Horrichem; † 8. Mai 1661) war der 35. Abt der ehemaligen Prämonstratenserabtei Steinfeld (heute Salvatorianer-Kloster Steinfeld) in der Eifel.

## Leben
Johannes Horrichem wurde 1598 in Erp (heute Stadtteil von Erftstadt) bei Köln als Sohn eines Halfen geboren. Im Erp wirkten damals Patres aus der Abtei Steinfeld als Ortspfarrer, die offenbar schon früh seine Begabung erkannten und ihn förderten, so dass er an der Universität zu Köln ein Studium der freien Künste aufnehmen konnte. Er schloss das Studium, das als Vorstufe zum Theologiestudium diente, am 20. Februar 1617 mit dem Titel des baccalaureus artium ab.
Am 13. März 1617 trat er in das Prämonstratenserkloster Steinfeld ein. Er nahm den Namen „Norbert“ an, den auch der Ordensstifter, der heilige Norbert von Xanten, getragen hatte. Nach zweijährigem Noviziat und einer weiteren Ausbildung am ordenseigenen Seminar in Köln sowie dem Abschluss des Theologiestudiums wurde er am 19. Februar 1622 in Köln zum Priester geweiht. Nach diversen Aufgaben im Studienseminar in Köln und in der Seelsorge wurde er 1625 als Lektor nach Steinfeld zurückberufen. Im Februar 1630 wurde er einstimmig und im ersten Wahlgang von seinen Mitbrüdern zum Abt gewählt, ein Amt, das er dann 31 Jahre lang bis zu seinem Tode innehatte. Die Weihe zum Abt erfolgte am Weißen Sonntag 1630 in Köln.
Horrichem widmete sich fortan dem Ausbau des Klosters Steinfeld sowie der Förderung des Kölner Ordensseminars. 1644 nahm er das erste Tochterkloster Steinfelds, Dünnwald (heute Stadtteil von Köln), in Besitz und sorgte nach dem Dreißigjährigen Krieg dafür, dass es erneut aufblühte. Horrichem wurde vom Generalabt sowie von anderen Äbten des Prämonstratenserordens mit zahlreichen Aufträgen außerhalb des Klosters betraut, die ihn zu häufigen Reisen weit über die eigene Ordensprovinz hinaus führten und sein Ansehen und seinen Einfluss mehrten. Er wurde schließlich selbst zum Generalvikar des Generalabtes sowie der westfälischen Provinz des Prämonstratenserordens ernannt. 1648 wurde er zum Mitglied der päpstlichen Delegation bei den Verhandlungen zum Westfälischen Frieden berufen, er begleitete in dieser Funktion den damaligen Päpstlichen Nuntius Fabio Chigi zu den mehrmonatigen Verhandlungen in Münster. Chigi wurde wenige Jahre später zum Papst gewählt. Aus einem nach seinem Tod gefundenen Brief geht hervor, dass er Horrichem die Kardinalswürde angeboten hatte, was dieser jedoch abgelehnt hatte.
Johannes (Norbert) Horrichem starb am 8. Mai 1661 als einer der erfolgreichsten Äbte in der Geschichte der Abtei Steinfeld. Seine Gebeine ruhen in der Kirchengruft der Basilika Steinfeld.
Die Abt-Horchem-Straße in Erp wurde nach Abt Horrichem benannt.